# Алексије II Гавра
Алексије II Гавра († 1444) - византијски кнез државе Теодоро на Криму 1434-1444 из династије Гавра. 

## Кратка биографија
Био је син кнеза Алексија I Гавре. У годинама 1433-1441, водио је рат који је његов отац започео против ђеновљанске колоније Кафе на Криму. Борио се за различита богатства и борба се завршила без значајнијих територијалних промена или губитака за било коју страну. Његова браћа су били владари кнежевине Теодоро: Јован Гавра (1444–1460) и Исак Гавра (1471–1474), а син му је био Александар Гавра. 